# Frederik Børsting
Frederik Børsting (født 13. februar 1995 i Danmark) er en dansk fodboldspiller, der spiller for AaB.

## Karriere
Frederik Børsting spillede for AaB's samarbejdsklub RKG Klarup, indtil han som 12-årig skiftede til AaB. I sommerpausen 2014 blev Børsting rykket op på senior førsteholdet.

Klubbens talentchef, Jacob Larsen, har tidligere udtalt sig følgende om Børsting:
| Citat | Frederik Børsting er egentlig god til det hele; han har stor løbekapacitet, han er en stærk erobringsspiller og han er boldsikker og kan afdrible en mand. | Citat |
|       | |       |

Han fik sin debut i Superligaen den 26. juli 2014, da han startede inde i en kamp mod FC Midtjylland og spillede de første 79 minutter af kampen. Det var starten på en debutsæson med mange kampe, idet han alene i Superligaen 2014-15 spillede 19 ud af 33 kampe.
I marts 2016 forlængede han sin kontrakt med AaB indtil 2019 efter igen i Superligaen 2015-16 at have været fast inventar på holdet med 29 kampe.